# Rubus cambrensis
Rubus cambrensis är en rosväxtart som beskrevs av William Charles Richard Watson. Rubus cambrensis ingår i släktet rubusar, och familjen rosväxter. Inga underarter finns listade i Catalogue of Life.